# Prisches
Prisches és un municipi francès, situat a la regió dels Alts de França, al departament del Nord. L'any 2006 tenia 977 habitants. Es troba a 93 km de Lilla, a 119 km de Reims, a 122 km de Brussel·les, a 43 km de Valenciennes, a 59 km de Mons, a 68 km de Charleroi, a 33 km de Maubeuge, a 26 km de Fourmies, a 13 km d'Avesnes-sur-Helpe, a 8 km de Maroilles i a 6 km de Cartignies.

## Demografia
| 1962                                       | 1968  | 1975 | 1982 | 1990 | 1999 |
| ------------------------------------------ | ----- | ---- | ---- | ---- | ---- |
| 1.047                                      | 1.115 | 982  | 929  | 956  | 959  |
| Des de 1962: població sense dobles comptes |       |      |      |      |      |

## Administració
| Període | Identitat         | Partit |
| ------- | ----------------- | ------ |
| 2001-   | Jean-Claude Fovez |        |